# Gorica pri Raztezu
Gorica pri Raztezu je naselje v Občini Krško. Spada v  krajevno skupnost in župnijo Brestanica, ki pa ima svoje manjše pokopališče ob tamkajšnji podružni cerkvi sv. Duha.
Ljudje se ukvarjajo s kmetijstvom in živinorejo. V zaselku Trebež se je rodil znani pater Simon Ašič.